# Aventura conversacional
La aventura conversacional es un género de videojuegos, más común de ordenadores que de consola o arcades, en el que la descripción de la situación en la que se encuentra el jugador proviene principalmente de un texto. A su vez, el jugador debe teclear la acción a realizar. El juego interpreta la entrada —normalmente— en lenguaje natural, lo cual provoca una nueva situación y así sucesivamente. A veces existen gráficos en estos juegos, que sin embargo son tan solo situacionales o que ofrecen ayuda complementaria en algunos casos, al estilo de las ilustraciones de un libro. El género de las aventuras gráficas surgió como evolución de las videoaventuras y las aventuras conversacionales, dejando estas últimas pasadas de moda en Occidente. En Japón siguen estando muy presentes en la forma de novelas visuales, un género que se puede considerar sucesor de las aventuras conversacionales, aunque con características propias.

## Historia de las aventuras en el mundo anglosajón

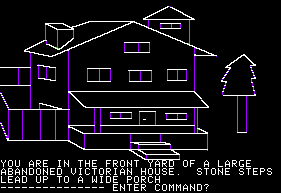
Mystery House para el ordenador Apple II fue la primera aventura conversacional que utilizó gráficos.

El nacimiento oficial de la aventura conversacional se produjo en el año 1975, cuando Will Crowther escribió Adventure, originalmente ADVENT por la limitación a seis caracteres del sistema operativo en que se programó. Poco después sería renombrada a Colossal Cave. Crowther programó esta primera aventura conversacional para un PDP-10 en lenguaje FORTRAN, y Crowther la dejó en el servidor. Tiempo más tarde, en 1977, Don Woods descubrió el código que dejó Crowther, y tras pedirle permiso, lo expandió. La versión de Crowther era una reproducción de la cueva, introduciendo elementos fantásticos como enanos con hachas y puentes mágicos, mientras que la colaboración de Woods añadió más personajes reminiscentes de Tolkien, como trolls, elfos y un volcán que muchos compararon con el Monte del Destino de Tolkien, aunque Woods siempre negó tal inspiración. Con la distribución del juego a través de ARPAnet, se popularizó el género de las aventuras conversacionales a lo largo del resto de los setenta y de los ochenta, y Colossal Cave pasó a ser conocida entre el público como la aventura original. Cabe destacar a Adventure International como la primera compañía que creó una aventura conversacional comercial, Adventureland, en el año 1978, a la postre el primer videojuego de aventura en general que estuvo disponible comercialmente.
En los años setenta y primeros ochenta, dos fueron las compañías que rivalizaron en el género de las conversacionales. La primera de ellas, y la que más éxito comercial tuvo, fue Infocom, cuya actividad se prolongó entre 1977 y 1986. En 1977 comenzaron a programar en mainframe la primera versión de Zork, entonces conocida como Dungeon, que acabaría viendo la luz en 1980 y que sería seguida por dos continuaciones. Otros títulos importantes de Infocom incluyen la trilogía Enchanter y Beyond Zork entre otros muchos títulos. En 1986, tras una crisis financiera, acabó siendo comprada por Activision, desapareciendo poco después.
La otra compañía fuerte del género era Sierra On-Line, fundada por Ken y Roberta Williams cuando encontraron por casualidad Colossal Cave y quedaron prendados del género. Entre 1979 y 1984, cuando la compañía se llamaba On-Line Systems primero y Sierraventure después, produjeron una serie de aventuras conversacionales conocida como Hi-Res Adventure. El primero de estos títulos, desarrollado por Roberta y Ken, se tituló Mystery House y fue la primera aventura conversacional de la historia que incluía gráficos. Otros títulos de esta primitiva etapa de Sierra incluían entre otros una versión conversacional de la película Cristal oscuro, Softporn adventure, la única aventura de texto puro, sin gráficos, de Sierra, que sirvió como preludio de Leisure Suit Larry; y sobre todo Time Zone, título que mantiene el récord de ser la aventura conversacional más extensa de la historia de los videojuegos, con un total de seis discos de doble cara para Apple II, que contenían en torno a 1500 habitaciones. Sierra dejaría de producir aventuras conversacionales en 1984, cuando lanzó King's Quest I, iniciando el género de la aventura gráfica.
Las aventuras de Sierra tuvieron la crítica de tener una narrativa y puzles poco elaborados, consecuencia del gran consumo de memoria que requerían los gráficos, mientras que Infocom destacó en esos dos campos, ya que, salvo en los últimos años, renunció a utilizar gráficos en sus títulos, lo que le permitió aprovechar toda la memoria para elaborar la historia y los puzles en cada título. Sierra, curiosamente, muchos años más tarde, seguiría el mismo camino que su rival Infocom, siendo también absorbida por Activision.
Hay que matizar que en el mundo anglosajón solo se distingue entre aventuras de texto puro y aventuras gráficas, englobando toda aventura con gráficos, sea de la naturaleza que sea, como aventura gráfica, mientras que en el mundo hispanohablante, el término "aventura conversacional" engloba las aventuras de texto puro y las aventuras con texto y gráficos estáticos, reservando el término "aventura gráfica" únicamente para aventuras con personajes animados. Esto hace que los anglosajones no consideren a Sierra On-Line como competidora en el campo de las aventuras de texto puro, ya que solo lanzaron un título en este formato, y colocan a Infocom como única triunfadora del género.

## Historia de las aventuras en España

### Antecedentes e inicio (1984-1988)
Mientras en Inglaterra y Estados Unidos el fenómeno comenzaría a extenderse a finales de los años 1970 y principios de los años 1980, en España debemos esperar hasta 1983 para ver las primeras aventuras. Una compañía recién nacida que poco después se convertiría en la más importante de España, Dinamic, se estrenó con Artist, un asistente de dibujo y Yenght, la primera aventura conversacional española, programada en BASIC compilado y ensamblador, con descripciones cortas y varios fallos de juego, tenía además varias muertes súbitas. Aun así, consiguió encandilar a varios aventureros, que disfrutaron mucho con ella.
Otros piensan que la verdadera influencia fueron las copias conseguidas del mítico Hobbit, referido por muchos creadores, lo que haría pensar que Yenght no fue más que un obstáculo para su desarrollo, ya que hasta 1986 no aparecería otra aventura, con la excepción de Alicia en el País de las Maravillas, distribuida por una revista (la mítica MicroHobby) en 1985.
Estos serían dos de los grandes apoyos al género en sus inicios: la compañía de software Dinamic y la editora de revistas Hobby Press a través de sus revistas MicroHobby y Micromanía. Dinamic crearía un sello específico (el sello AD, de "Aventuras Dinamic") para su línea de juegos conversacionales entre los que había juegos creados por pequeñas compañías independientes y los creados por Aventuras AD, un grupo de creadores de Valencia que pronto destacaría del resto. Entre los juegos del primer grupo había variedad de argumentos y estilos, desde adaptaciones clásicas como Don Quijote de la Mancha a literarios Los pájaros de Bangkok con el detective Pepe Carvalho del escritor Manuel Vázquez Montalbán, parodias de Star Wars como La guerra de las vajillas o juegos ambientados en el futuro como Megacorp. Dinamic y Aventuras AD fueron las únicas compañías de la llamada edad de oro del soft español que sacaron conversacionales. El resto de empresas españolas más importantes del momento, Topo Soft, Opera Soft y Zigurat, no sacaron un solo juego conversacional en toda su existencia, aunque pequeñas compañías sí lanzaran ocasionalmente algún título (por ejemplo: FromeSoft a través de Software Center, La princesa, 1985; ACE Soft, El enigma de Aceps, 1987; SPE a través de System 4, La corona, 1988; Odisea Software a través de Proein, Abracadabra, 1988; Magic Hand a través de Dro-Soft, Zipi y Zape, 1989).
Entre 1987 y 1988 Idealogic publicó una serie de traducciones al español de aventuras de Telarium, una de las mejores compañías de aventruas británica. Estas aventuras, estaban basadas en autores clásicos de la literatura como L. Frank Baum, Robert Louis Stevenson, Ray Bradbury, Arthur C. Clarke o Roger Zelazny. Se cuidó extraordinariamente la presentación, con cajas muy lujosas, bellas ilustraciones, etc. y se publicaron versiones de las aventuras para IBM PC, MSX2 y Amstrad PC1512. Sin embargo, la distribución de estas aventuras fue muy pequeña y apenas fueron comentadas en las revistas de juegos, por lo que su repercusión fue muy escasa entre los aficionados.

### Aventuras AD y Primera Edad de Oro (1988-1992)
El verdadero despegue se produjo en 1988 con la publicación de La Aventura Original, el primer lanzamiento de Aventuras AD, que era una adaptación libre de Adventure que combinaba puzles del juego original con algunos retoques. El juego fue un éxito de ventas y su distribución masiva logró un considerable aumento de aficionados.
El otro artífice de la popularización de las aventuras fue la disponibilidad del parser PAWS. Quill podía conseguirse solamente en inglés, pero Tim Gilberts fue contratado por Aventuras AD y juntos sacaron la versión traducida de PAWS, que vendían a los aficionados para que se construyeran sus propios juegos. Esto ocasionó un incremento importante del número de los mismos, siendo los años 1988 y 1989 los más populares, debido a la convocatoria de un concurso nacional por parte de la revista más popular de Spectrum, MicroHobby, que incluía dos secciones fijas en cada número para tratar cuestiones acerca de la creación de estos juegos, elaboradas por Andrés Samudio, el precursor de AD.
Aventuras AD fue en cierto modo el Infocom español. Entre 1988 y 1992 Aventuras AD sacaría seis juegos a la venta, todos un éxito de ventas hasta el declive de los 8 bits ya en 1992:
- La Aventura Original (1989). Adaptación libre de Adventure, de Crowther y Woods. Presentaba gráficos en casi todas las localidades y cambiaba con respecto al original al iniciarse el juego en el exterior de la cueva, teniendo que abrir una reja para dar paso a la segunda carga, que se desarrolla por completo en el subterráneo. En vez de empezar con elementos cotidianos e ir introduciendo poco a poco elementos sobrenaturales, en esta versión ya existían en la primera parte un elfo y un enano, cerca del volcán.
- Jabato (1989). Basado en el personaje de cómic El Jabato, se ambientaba en pleno auge del Imperio romano. Su principal novedad era el manejo de varios personajes simultáneos, que recorrían gran parte de Europa y África.
- La diosa de Cozumel (1990). El primer título de su trilogía Ci-u-Than ambientado en el Caribe en la primera mitad de siglo. Para muchos fue su mejor juego. El explorador Doc Monro naufraga en la costa de la isla de Cozumel, donde vivirá grandes aventuras.
- La Aventura Espacial (1990). Supuso un paréntesis en la realización de la trilogía de Ci-u-Than. Estaba ambientado en el futuro, tenía cierto toque experimental. También se manejaban varios personajes.
- Los Templos Sagrados (1991). Segunda parte de la trilogía Ci-u-Than. Un juego de transición lleno de puzles, también ambientado en la selva caribeña.
- Chichén Itzá (1992). Tercera parte de su trilogía, para muchos el juego más completo, con gran número de NPC y búsquedas. Llegó en un momento difícil para la compañía y sobre todo para Dinamic, debido a la crisis de los ordenadores de 8 bits y la irrupción de las aventuras gráficas.

Todos los juegos de Aventuras AD tenían unas características parecidas. Constaban de dos cargas, al principio de la segunda era necesario introducir la contraseña que conseguías al terminar la primera. Los gráficos estaban presentes en casi todas las localidades. Fueron programados con un parser llamado DAAD, que permitía exportar los juegos a las plataformas de 8 y 16 bits del momento. Los juegos de 16 bits en ocasiones eran más largos y tenían algunos puzles más complejos.
Durante un tiempo se especuló con la posibilidad de que Aventuras AD se reciclara en el lanzamiento de aventuras gráficas, pero no se dio finalmente ese paso. La actividad a partir de aquel momento se centraría en los clubes amateurs, que ya habían nacido y tenían bastante actividad. En los juegos distribuidos por AD se distribuía un anuncio que promocionaba el club amateur, lo que sin duda ayudó a su despegue.
Los dos más importantes fueron el CAAD, fundado en Valencia en 1988 por el entonces activo Juanjo Muñoz, y el Year Zero Club, fundado en Vigo en 1991 y cuya cabeza más visible fue Fran Morell, que reunieron cerca de un millar de socios y publicaron interesantes artículos en sus páginas. Los fanzines también ofrecían publicidad y listas de aventuras que se podían comprar a bajo precio, de otros grupos de aficionados. La producción de juegos entre 1986 y 1992, primera época dorada de las conversacionales pudo alcanzar los 300 títulos, debido a la creación de juegos amateurs. A partir de 1992 la actividad de los aficionados decayó considerablemente, dejando de publicarse fanzines en papel poco después.

### Internet y Segunda Edad de Oro (1997-)
Algunos años más tarde, la llegada de Internet crearía una segunda época dorada, en la que los aficionados pueden participar a través de listas de correo, varias páginas webs con la del CAAD como referencia y un canal de IRC. La página del CAAD se creó en 1997, con pocos recursos en principio y una labor de rescate de información aparecida en los fanzines en papel y los juegos antiguos pasados a formato emulador. Se intentó promocionar un newsgroup a semejanza de los foros ingleses, pero pronto se invadió de spams y preguntas sobre aventuras gráficas, por lo que el formato que al final se impuso fue el de lista de correo, actualmente en Yahoogroups.
En 1997 los dos clubes existentes organizan un concurso de aventuras al que se presentan menos de una decena de aventuras a cada uno. En 1998 el CAAD repite convocatoria y logra la participación de 9 juegos, aunque el género seguía en crisis y no se votaría el ganador hasta 3 años más tarde.
A finales de 1999 se organiza el primer concurso de aventuras cortas, que supone el despegue de esta segunda época dorada. La convocatoria tuvo mucho éxito y en marzo de 2000 se celebra una segunda edición. La organización sucesiva de varios de estos concursos (en el primero se estableció un severo límite de una localidad y tres objetos, que después se ampliaría) haría resurgir el interés de los aficionados, que con el apoyo del canal IRC y la lista de correo volvieron a interesarse por el género. Algunos de estos concursos establecieron algunas variantes: juegos cómicos, juegos de temática original y extraña bautizados como "nanos", juegos ambientados en el mundo de Tolkien... Desde 1999 hasta 2002 se han organizado ocho de estos concursos, que han elevado la producción anual a unos 50 juegos aproximadamente. Desde el año 2001 también se celebran una edición de premios anuale para premiar el conjunto de la producción.

#### Sistemas de autoría
Además de crear aventuras conversacionales, la comunidad hispanohablante ha creado sistemas de autoría o parsers propios para el desarrollo de aventuras conversacionales.
Hacia mediados de 1992 se publica el primer parser español para PC: SINTAC basado en PAWS y creado por Javier San José ("JSJ"). Distribuido inicialmente con licencia shareware, y posteriormente con licencia freeware, tuvo una buena base de usuarios hasta el abandono del proyecto en el 2000.
Poco después, sobre finales de 1992, el segundo sistema de autoría en español para PC, CAECHO? fue completado por Juan Antonio Paz Salgado (Mel Hython) y varios colaboradores. CAECHO? representó un profundo distanciamiento de la estela del PAWS, ya que contenía un lenguaje estructurado completo muy diferente a la 'lista de condiciones' del PAWS. CAECHO? fue publicado simultáneamente para PC y Commodore Amiga.
En esta misma época surgieron otros muchos sistemas de autoría, tanto para el mundo PC como para otras plataformas comunes en aquellos tiempos, muchos fueron más o menos similares a PAWS, siendo especialmente destacable NMP. Otros paquetes de desarrollo fueron el Diseñador de Aventuras Profesional (DAP), creado por Javier Basilio (Jaba), que permitía crear la mayoría de la aventura mediante menús y contaba con versiones para Amstrad CPC y PC, y CUTRA, de Alberto Salazar, compatible con el primero y con la característica de generar código fuente PASCAL el cual al compilarse producía la aventura en concreto.
En octubre de 1998 José Luis Díaz (Zak McKraken) publica InformATE (Inform Ahora Totalmente en Español) una librería del parser inglés Inform (basada en Inform v6.30) para desarrollar aventuras conversacionales en español. La librería, con una saludable base de documentación, utilidades y juegos creados. El anuncio oficial de la publicación aún puede consultarse en la lista del caad de YahooGroups (enlace roto disponible en Internet Archive; véase el historial, la primera versión y la última)..
Posteriormente, en junio de 1999, el mismo autor de SINTAC publica la primera versión de otro parser denominado Visual SINTAC. Este parser apareció solo para entornos Windows y sería el primer parser español en estos entornos de disponer de un completo IDE que pretendía facilitar el desarrollo de aventuras conversacionales. Actualmente el proyecto está abandonado en favor de parsers más modernos y con más base de usuarios.
En 2001 se publicó Némesis, del mismo autor que DAP, consistente en un lenguaje especializado en aventuras similar a BASIC y que compilaba a ANSI C. Contó con versiones para Windows, Linux y Solaris.
En enero de 2005 Uto, Yokiyoki y Baltasar publican la Beta 4 de Superglús, un parser basado en PAWS y NMP que genera juegos para Glulx, también ampliamente utilizado por la comunidad.
A fines de 2006, un grupo de colaboradores del CAAD lanzan INFSP, una librería del parser inglés Inform para desarrollar aventuras conversacionales en español que, a diferencia de InformATE, mantiene compatibilidad con versiones posteriores de Inform v6 e Inform v7.

#### Actualidad: CAAD, Fanzine SPAC y Foros
En junio de 2000 los responsables de CAAD retoman la publicación del fanzine, esta vez en formato PDF para distribuirse por web. En total fueron siete números muy completos, hasta diciembre de 2000. Casi al mismo tiempo, en octubre de 2000 aparece otro ezine, de nombre SPAC con clara inspiración del equivalente inglés (SPAG) pero de periodicidad mensual, llegando a nuestros días con bastante salud gracias a la colaboración de una comunidad cada vez más activa; más aún, desde fines de 2007 se implementó su migración a formato de webzine dinámico, con la posibilidad de publicación en PDF de recopilaciones de artículos cada dos meses.
En 2004 casi al mismo tiempo que la remodelación de la web del CAAD se crean los foros, que permiten clasificar mejor los temas tratados en CAAD y dan un nuevo aire y más agilidad a la comunidad, las listas continúan activas pero con mucho menos volumen de mensajes que antaño.
La comunidad, por esas fechas, deja de ser exclusivamente española, con aportes crecientes de aficionados y autores latinoamericanos.
En 2007 se suma una Wiki para la comunidad hispanohablante de aventureros.
Otra iniciativa interesante de los últimos años ha sido un proyecto de recuperación de juegos clásicos, llamado Proyecto Base, que en poco tiempo ha conseguido recuperar más de cien juegos clásicos de hace una década (para ordenador ZX Spectrum). Asimismo, el Almacén de la Aventura Archivado el 27 de abril de 2006 en Wayback Machine. presenta una colección creciente de juegos de autoría más reciente (año 2000 en adelante) mediante instaladores para Windows individuales.
A principios del año 2009 ha aparecido Literactiva, una página web destinada a mostrar obras de Ficción Interactiva, comentándolas y mostrando instrucciones precisas para poder experimentarlas de la manera más sencilla posible.
A mediados del 2011 se ha relanzó el portal del CAAD, actualizándolo a las tecnologías Web 2.0.
En la actualidad, cada vez son más las personas que se interesan por este tipo de juegos, existiendo varios blogs temáticos de aficionados.

## Transcripción
Lo que sigue es una transcripción de la salida a pantalla de una sesión o interacción con una aventura conversacional. El texto introducido (escrito) por el jugador (o lector) está antecedido por el cursor ">".
```
La puerta de entrada se abre en un amplio arco al salón de la casa. Desde 
el lujoso salón, 
parten dos corredores, al este y al oeste. Puedes ver una tarjeta a tu izquierda.
> coge la tarjeta
Cogida.
> examinala
En la tarjeta se puede leer: "Remington Steele"
> este
Has llegado a la biblioteca, donde puedes ver montones de libros.
Uno de los libros, encuadernado lujosamente, destaca sobre los demás.
> coge el libro
Del libro cae al suelo una nota.
> coge la nota
Cogida.
> inventario
Llevas:
una nota, una tarjeta y un libro. 

```